# La Roche-Clermault

La Roche-Clermault este o comună în departamentul Indre-et-Loire, Franța. În 1 ianuarie 2022 avea o populație de 546 de locuitori.